# Morphologie de cours d'eau
La morphologie de cours d'eau et son synonyme géomorphologie fluviale sont des termes utilisés pour décrire les formes des cours d'eau, des chenaux et leur évolution dans le temps. La morphologie d'un chenal est fonction d'un certain nombre de processus et de conditions environnementales, comme la composition physique du terrain, l'érodabilité du lit, la végétation, le taux de croissance des plantes, des sédiments, leur taille et leur composition, leur taux de transport et leur vitesse de dépôt sur les plaines d'inondation, les rives et le lit, l'aggradation les dégradations régionale dues à la subsidence et au soulèvement tectonique. La morphologie d'une rivière peut également être affectée par l'intervention humaine (voir : Ingénierie fluviale).

## Système fluvial

Représentation schématique du système fluvial décomposé en trois zones (grands ensembles géomorphologiques caractérisés par le processus sédimentaire dominant) : supérieur (1), moyen (2) et inférieur (3).

Le géomorphologue Stanley A. Schumm propose en 1977 le concept de « système fluvial » dont le principe de base est que le réseau de drainage accommode les flux hydriques (provenant de précipitations essentiellement pluvieuses ou neigeuse) reçus par le bassin versant et les flux de matière solide (sédiments et surtout charge dissoute) produits par l'érosion des versants ou par le déstockage des charges grossières des fonds de vallée ou des berges. Schumm présente une division longitudinale des cours d’eau à l'échelle du bassin versant décomposé schématiquement en trois zones (grands ensembles géomorphologiques) caractérisées par le processus sédimentaire dominant :
- une zone de production, appelée aussi zone d'érosion ou bassin de réception (1), est constituée par les têtes de bassin versant (sources d'eau ponctuelles ou diffuses et les chenaux de transition vers les cours d'eau de rang 1 en pente forte. Elle correspond au cours supérieur de petits cours d'eau du bassin versant, dont les eaux turbulentes et oxygénées forment un courant vif qui alimente le système fluvial en eau et en sédiments. Le cours d'eau de rang 1 (généralement un ru ou ruisselet qui obéit à la pente hydraulique, la forme du  lit et sa rugosité) débute lorsque les écoulements sont suffisamment concentrés pour produire de l'érosion et creuser un lit aux bordures distinctes.
- une zone de transfert des sédiments, qui voit sa pente diminuer vers l’aval. Les liaisons entre le chenal et les versants avoisinants, et donc la production de sédiments, sont moins fortes que dans la zone de production. Elle correspond au cours moyen des cours d'eau.
- une zone d'accumulation constituée par les cônes de déjections, les plaines alluviales[4], et les embouchures (deltas, estuaires). Cette zone de pente faible correspond au cours inférieur des cours d'eau.

Ces trois parties diffèrent par leurs facteurs écologiques (pente, courant, débit, température, turbidité de l'eau, nature du substrat, nutriments…) qui agissent sur la composition et la distribution de la faune et de la flore (microphyte et macrophytes). Chaque cours d'eau possède donc sa propre structure longitudinale qui se traduit par une succession de biocénoses caractéristiques. Différents systèmes de zonation longitudinale ont été proposés : zonation piscicole de Huet en 1949, zonation d'Illiès et Botosaneanu en 1963, basée sur la répartition des invertébrés aquatiques, continuum fluvial de Vannote et al. en 1980, zonation des oiseaux de Roché en 1986 , zonation de la végétation alluviale de Pinay et al. en 1990.

## Les styles fluviaux
On appelle « style fluvial » la forme générale du lit, qui se rattache à des types très différenciés. Les différents styles sont listés d'amont en aval :
- torrents:

Dans la partie amont des rivières issues de régions montagneuses, la pente est très forte et le cours d'eau quasi rectiligne. Le lit à chenal unique est étroit. Le transport solide est important.

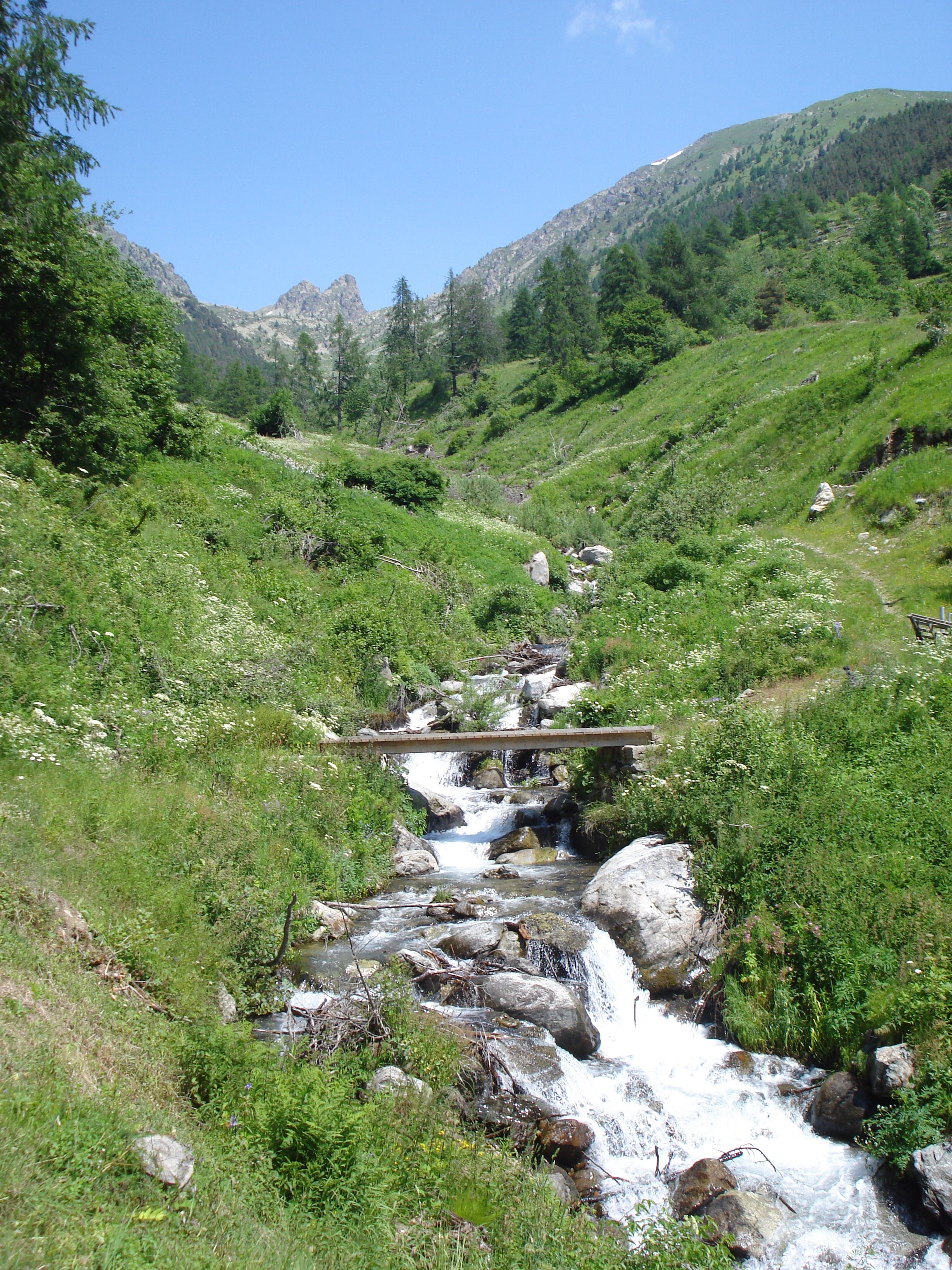
Torrent, Saint-Martin-Vésubie, Alpes-Maritimes.
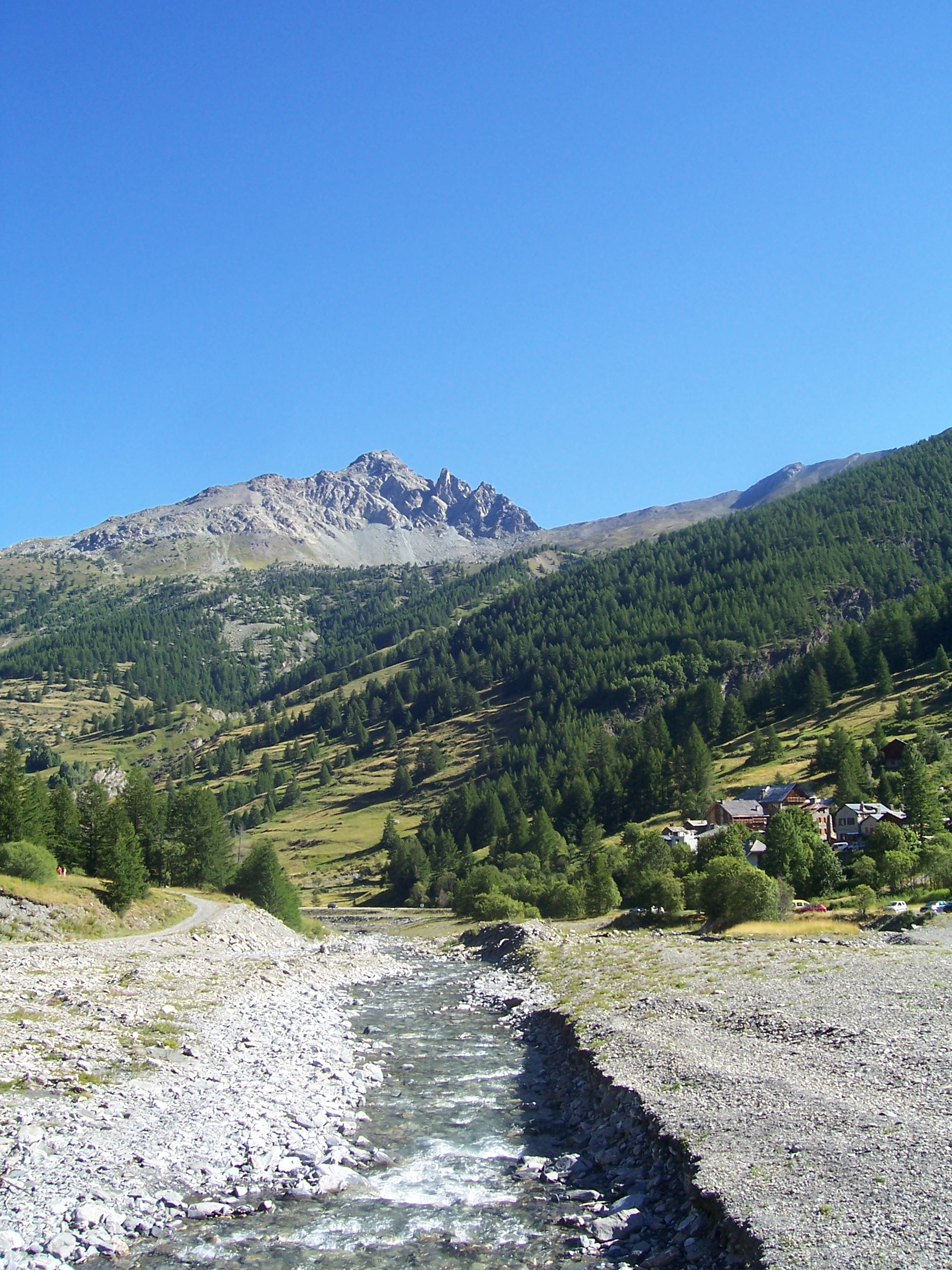
Torrent, autre exemple.

- cours d'eau en tresses:

Le tracé en tresses est caractéristique d'un lit à chenaux multiples qui traduit l'ajustement à une charge grossière abondante et à des débits contrastés. Le lit est composé de plusieurs chenaux instables séparés par des bancs vifs ou faiblement végétalisés, le tout faisant partie du lit mineur. On parle également de rivières à chenaux anastomosés lorsque la pente est moindre et le tracé sinueux plus marqué. Les chenaux sont séparés par des îles végétalisées, le tout faisant partie du lit majeur.

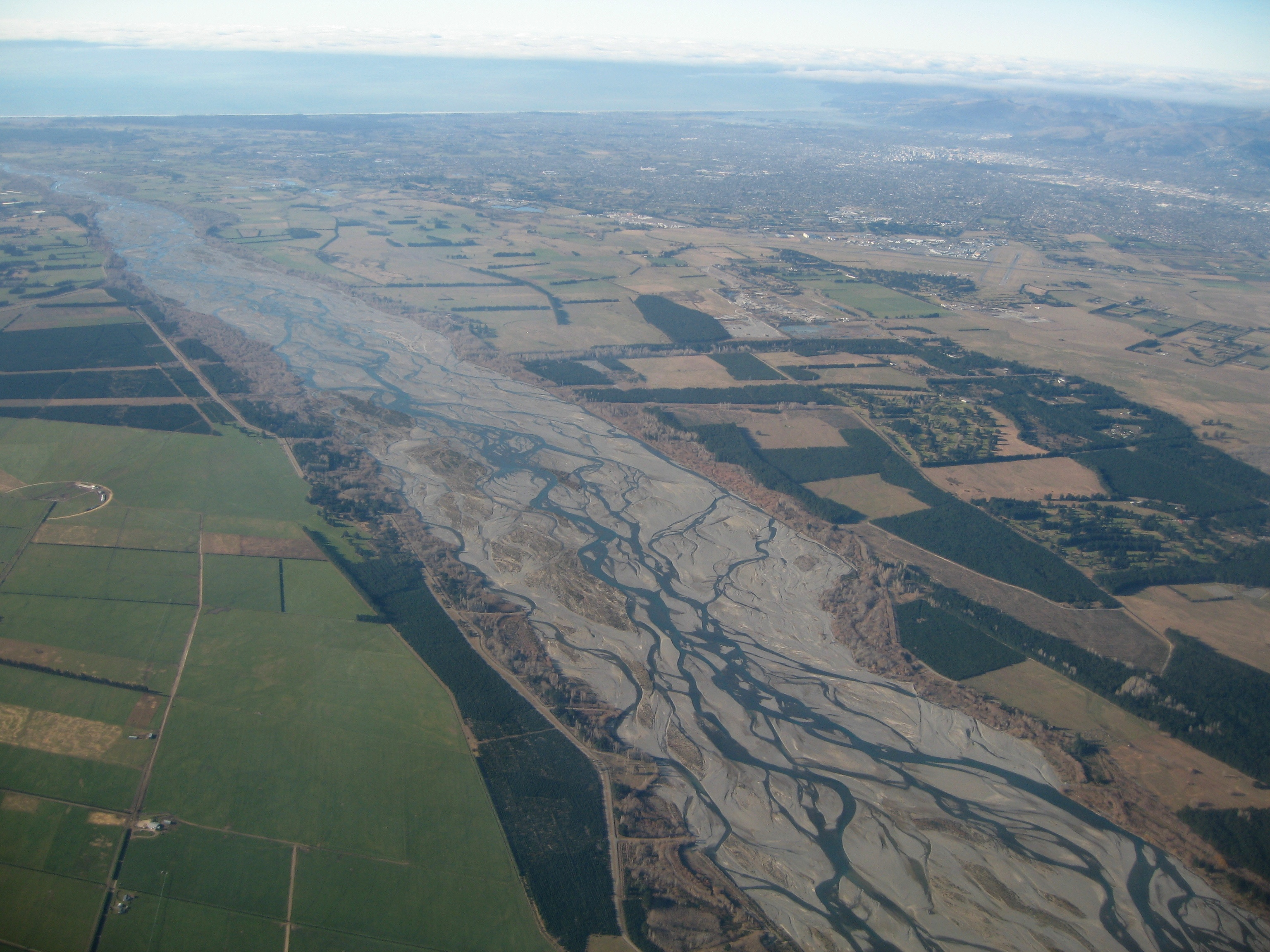
Rivière en tresses.
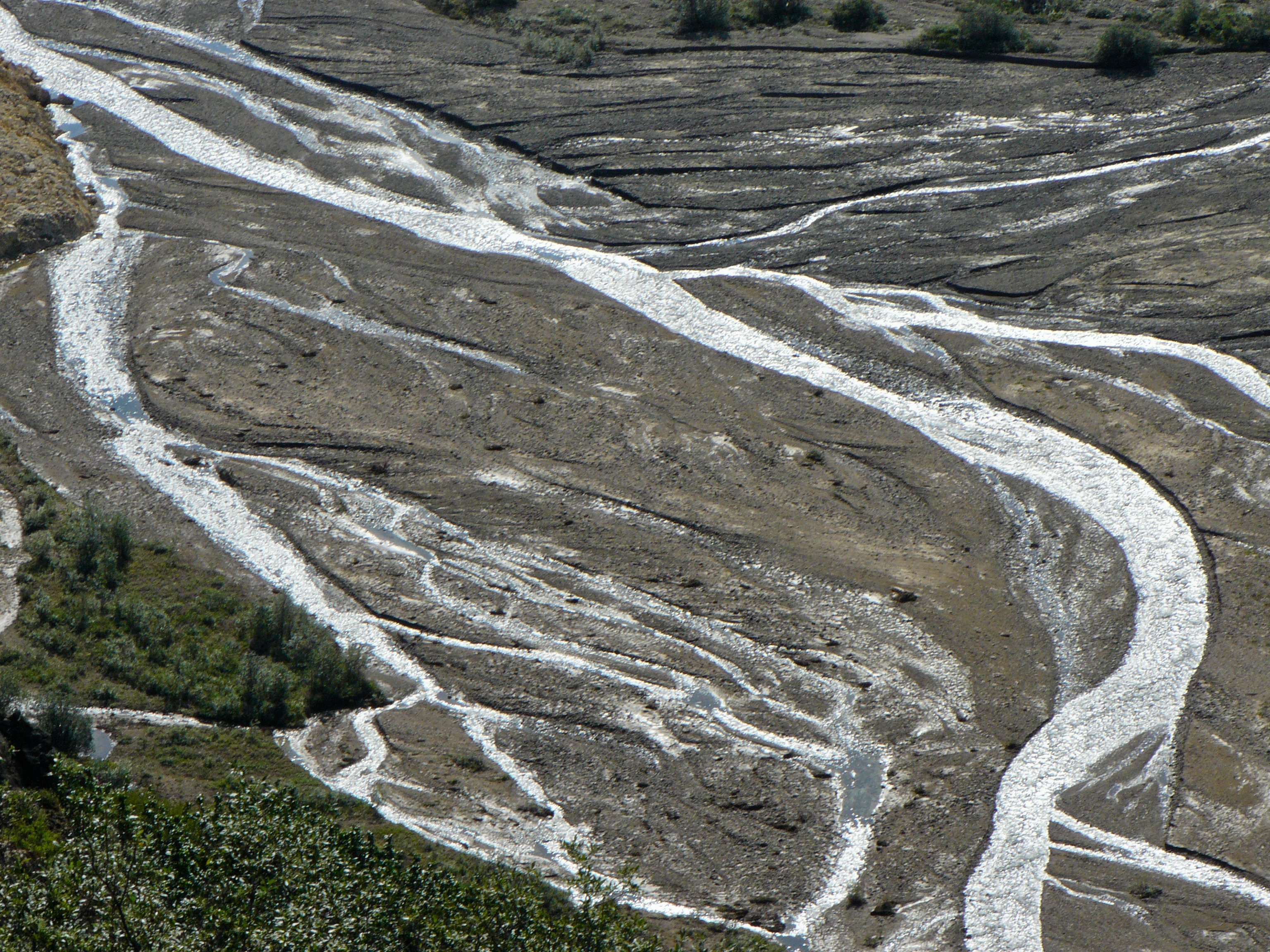
Tracé en tresses : un milieu particulièrement diversifié et sans cesse rajeuni.
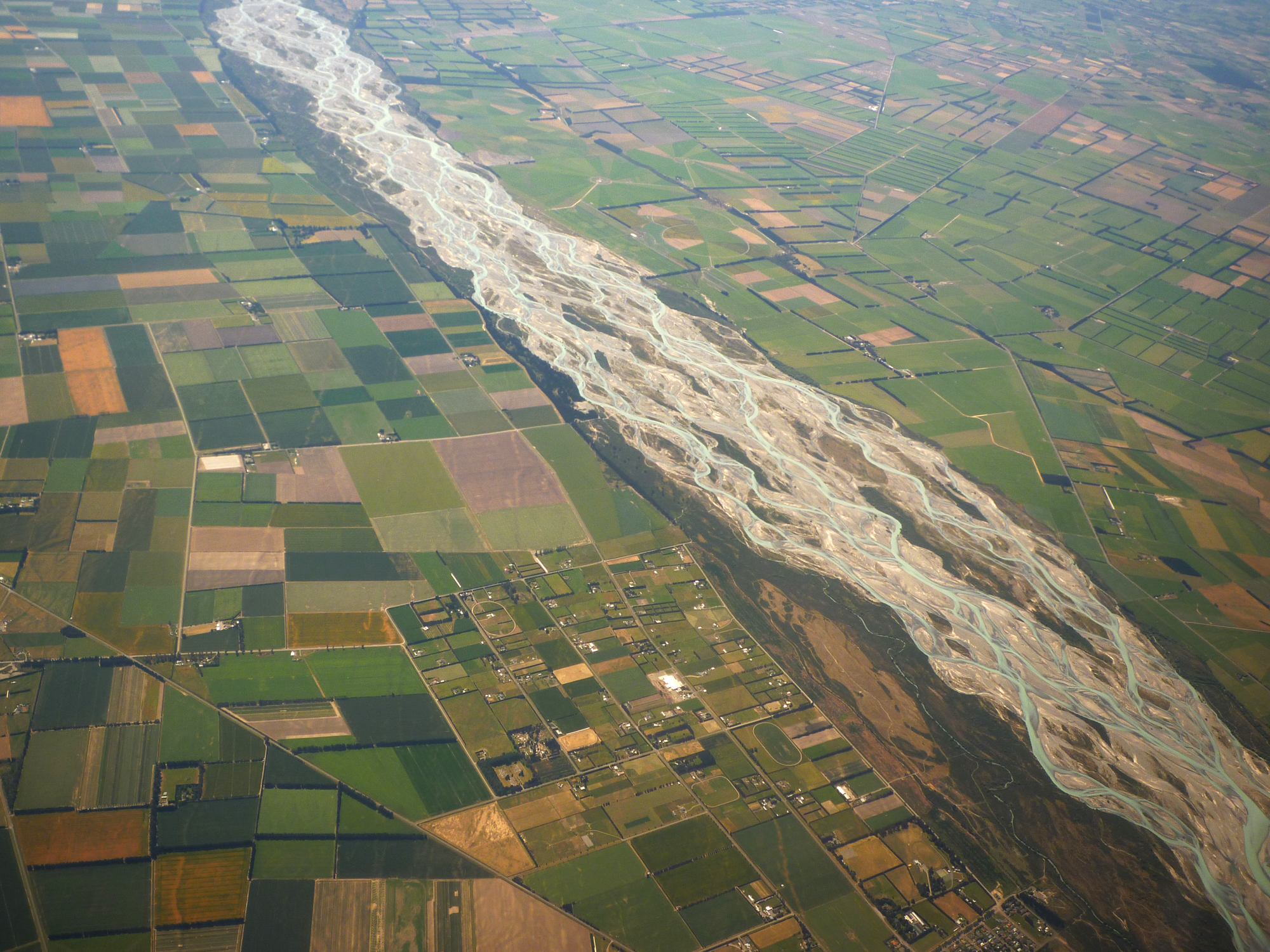
Rivière en tresses.

- rivières à style divagant:

Le style divagant est caractéristique d'un lit à chenal unique qui constitue une étape intermédiaire entre les méandres et le style en tresses. Le transport solide diminue ainsi que le nombre de tresses. L'indice de sinuosité varie entre 1,05 et 1,5. Les méandres commencent à se dessiner.

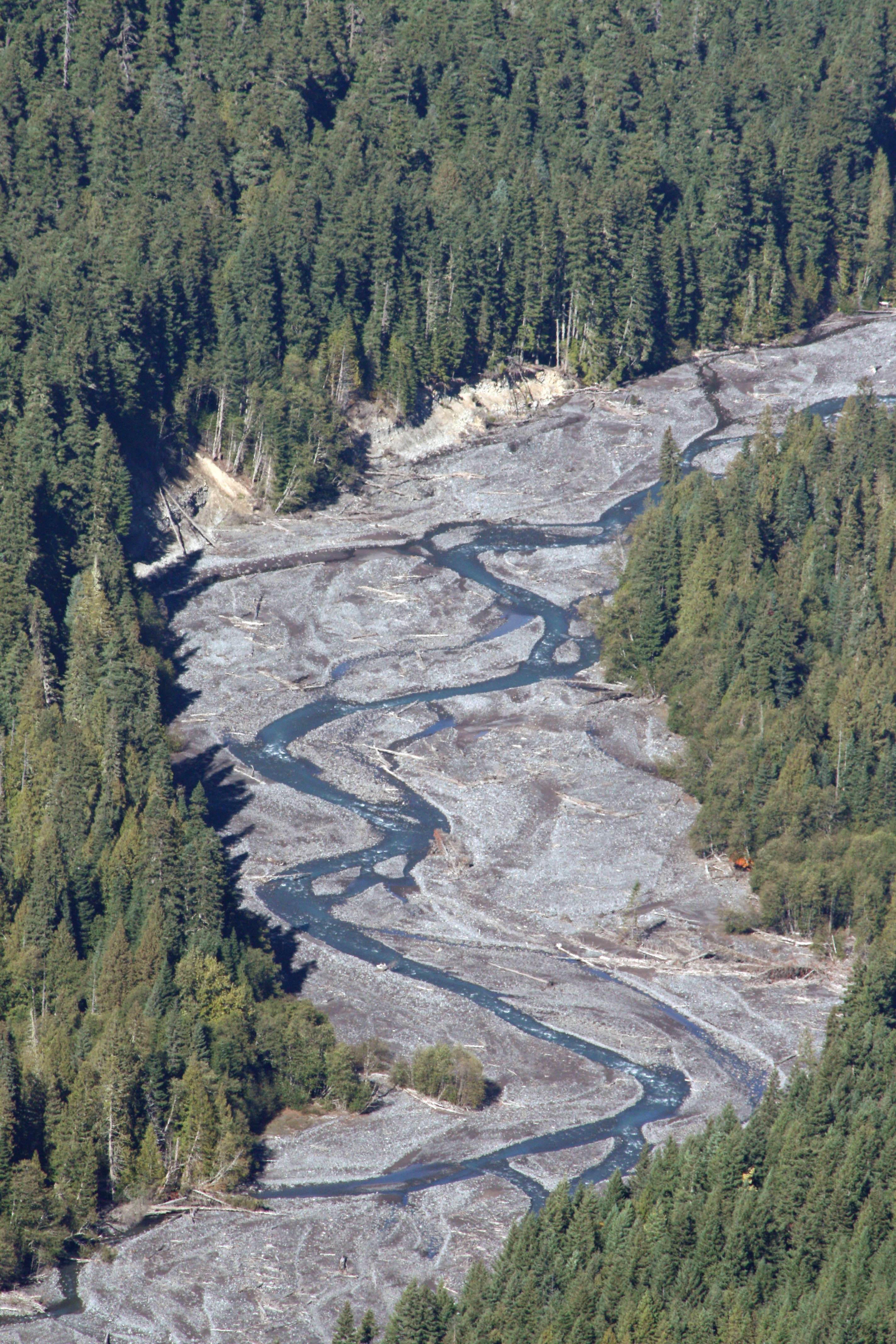
Style divagant.

- rivières à méandres :

La rivière suit une ligne sinueuse, traduisant une réponse du chenal au transport d'une charge de fond limitée et à un régime hydrologique régulier. Le lit à chenal unique est caractérisé par un indice de sinuosité supérieur à 1,5. Le transport solide s'effectue presque exclusivement par suspension et non par charriage.

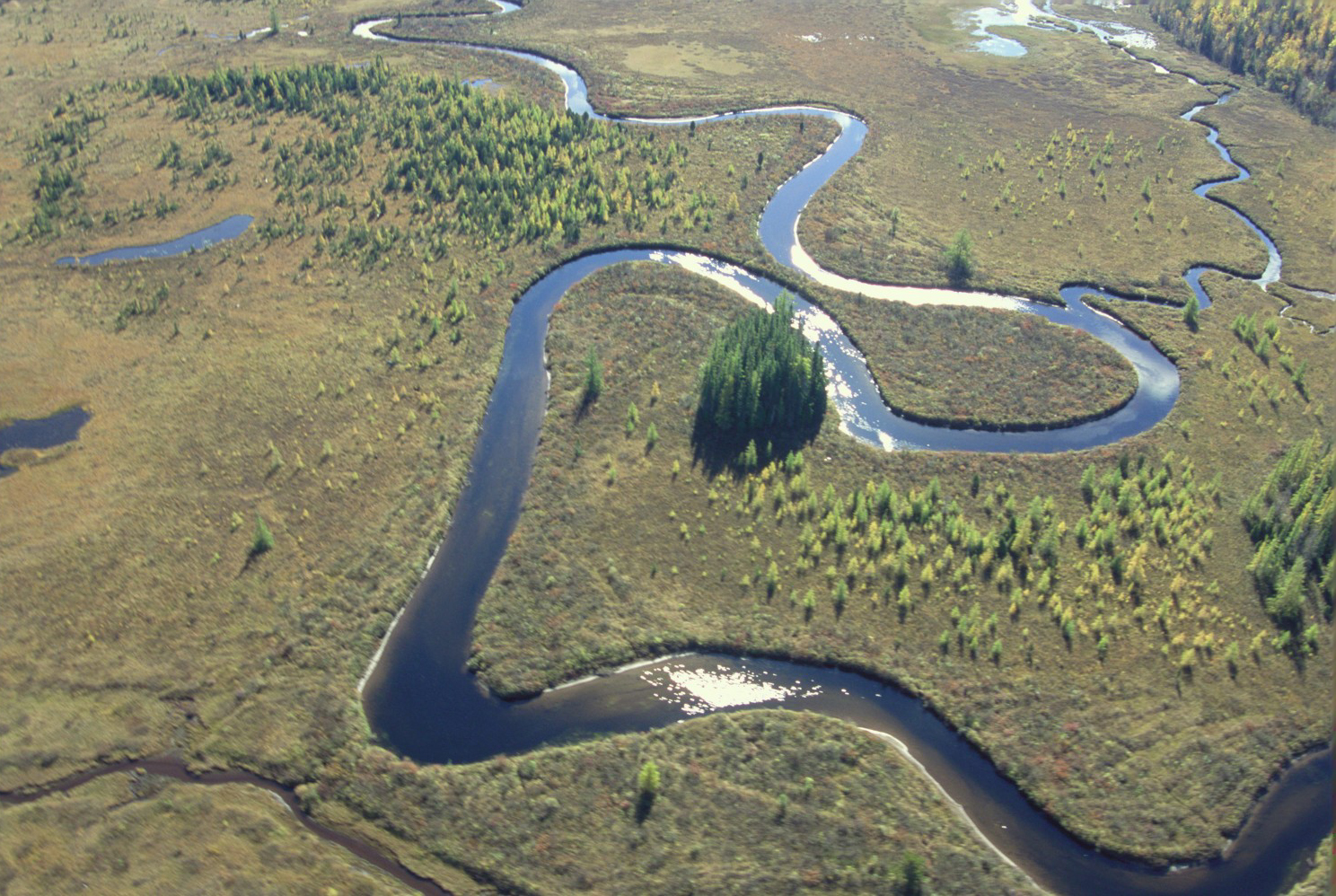
Rivière à méandres libres.
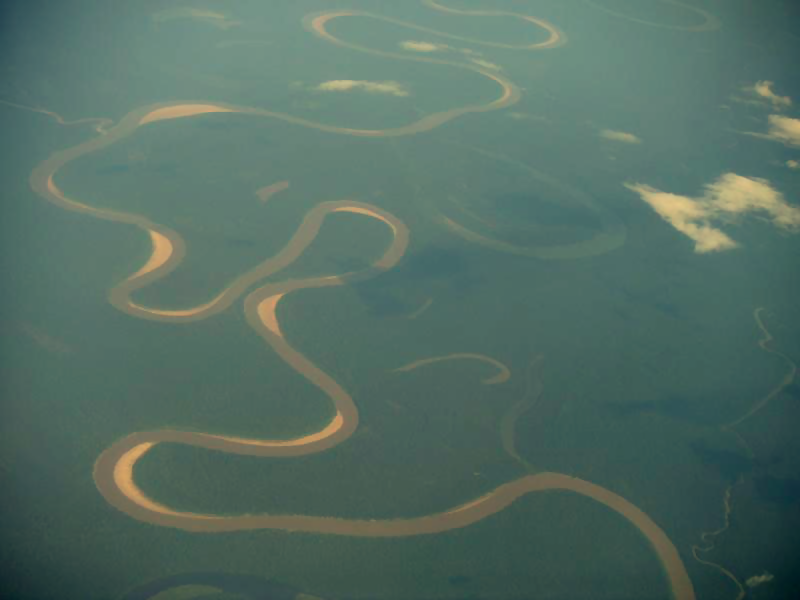
Le fleuve amazone.
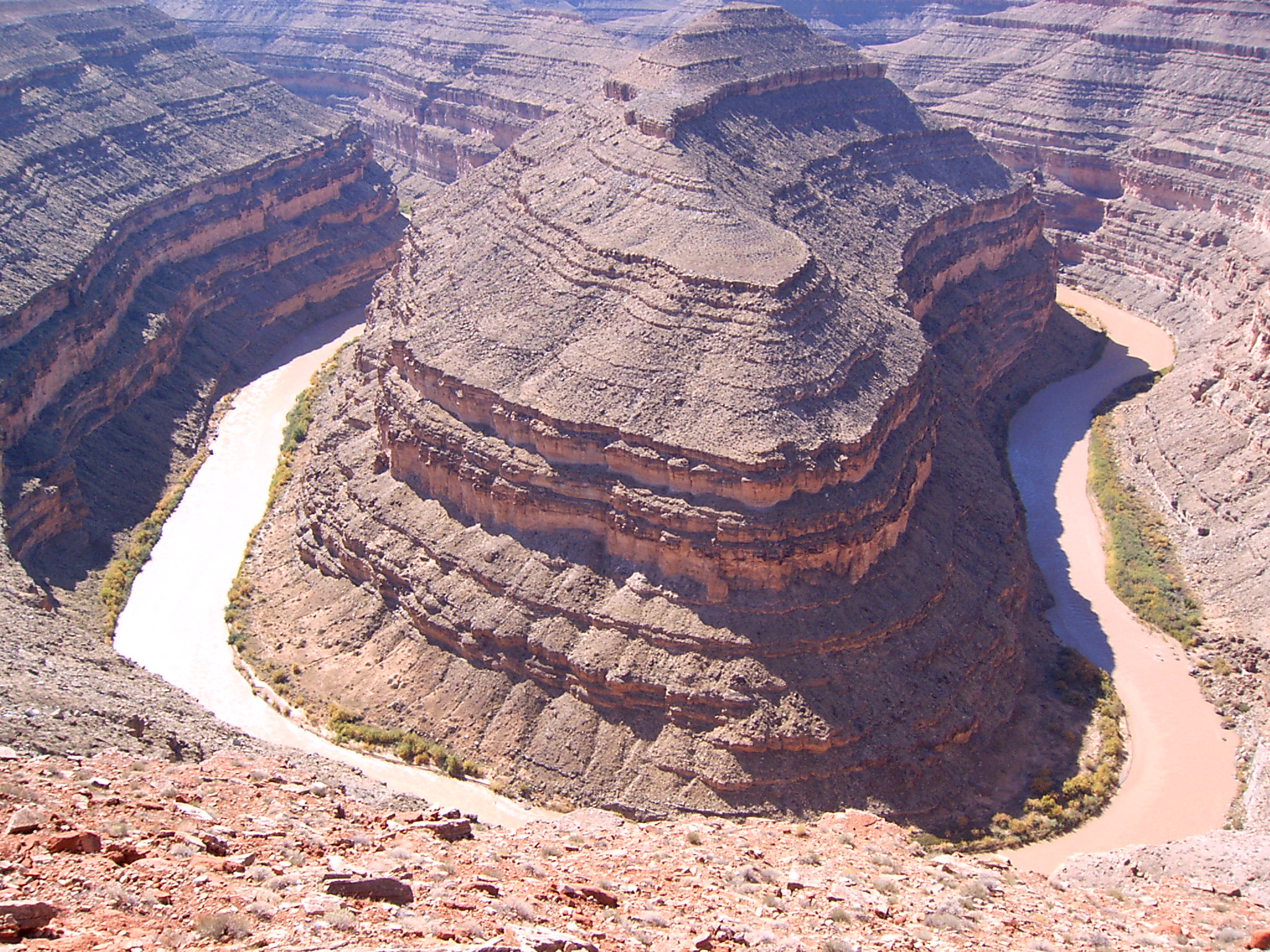
Méandres encaissés.